# Толовица
Толовица (болг. Толовица) — село в Болгарии. Находится в Видинской области, входит в общину Макреш. Население составляет 58 человек.

## Политическая ситуация
Толовица подчиняется непосредственно общине и не имеет своего кмета.
Кмет (мэр) общины Макреш — Иван Каменов Вылчев (коалиция в составе 2 партий: Земледельческий народный союз (ЗНС), Болгарская социалистическая партия (БСП)) по результатам выборов в правление общины.